# NGC 5711
NGC 5711 est une vaste galaxie spirale barrée relativement éloignée et située dans la constellation du Bouvier. Sa vitesse par rapport au fond diffus cosmologique est de 9 255 ± 14 km/s, ce qui correspond à une distance de Hubble de 136,5 ± 9,6 Mpc (∼445 millions d'al). NGC 5711 a été découverte par l'astronome britannique John Herschel en 1831.
NGC 5711 présente une large raie HI. Selon la base de données Simbad, NGC 5711 est une radiogalaxie.
À ce jour, deux mesures non basées sur le décalage vers le rouge (redshift) donnent une distance de 132,500 ± 26,163 Mpc (∼432 millions d'al), ce qui est à l'intérieur des valeurs de la distance de Hubble.